# Mionectes roraimae
El mosquero de Sierra de Lema (Mionectes roraimae) es una especie de ave paseriforme de la familia Tyrannidae perteneciente al género Mionectes. Es nativa de la región de los tepuís en América del Sur.

## Distribución y hábitat

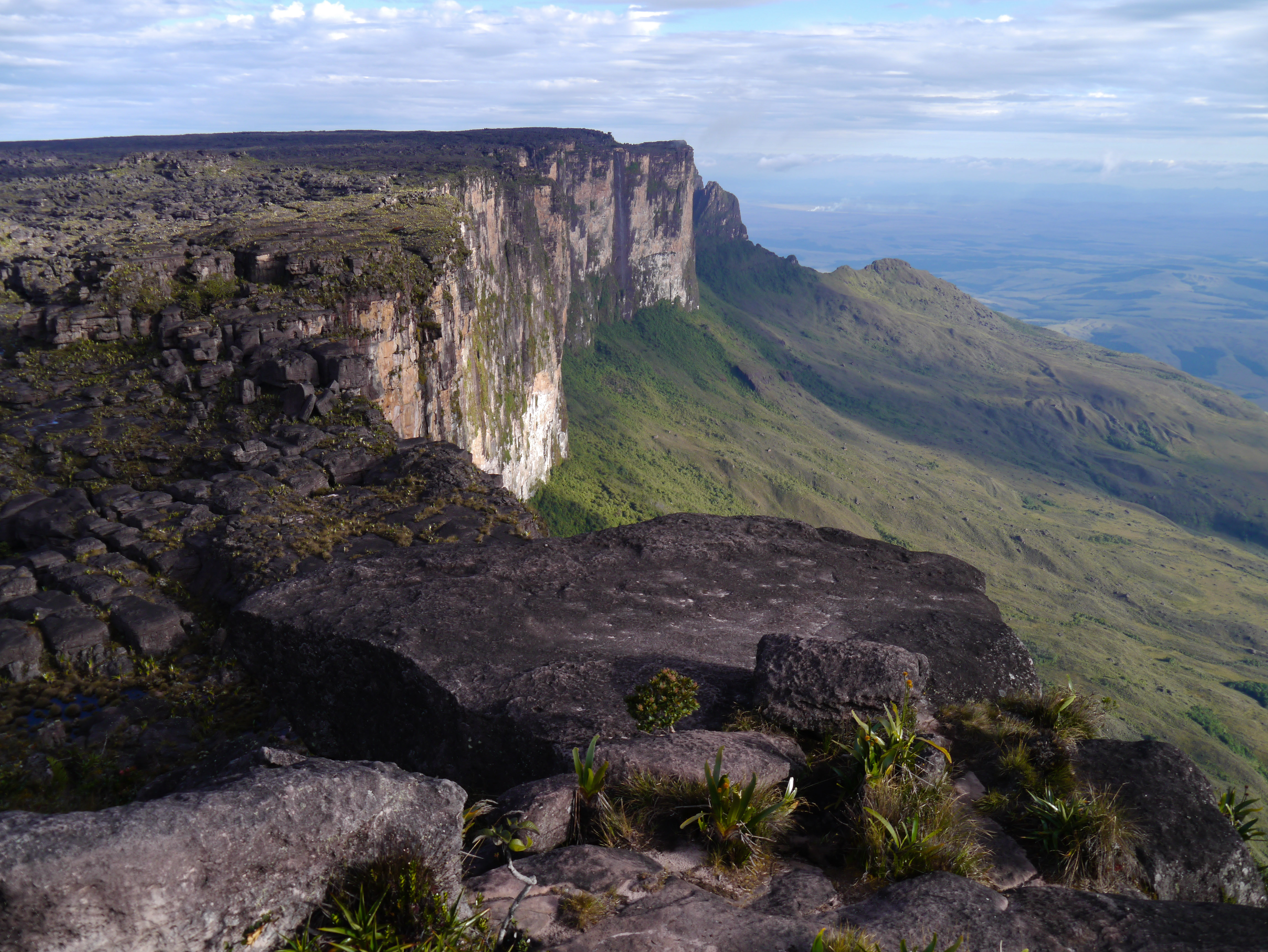
Laderas del Monte Roraima, ejemplo de hábitat de la especie.

Se distribuye en una restringida área de los tepuís del sur y sureste de Venezuela y oeste de Guyana, recientemente registrada también en el adyacente extremo norte de Brasil (Roraima).
Su hábitat natural es el sotobosque de selvas húmedas montanas bajas, frecuentemente con suelos arenosos o áreas rocosas.

## Sistemática

### Descripción original
La especie M. roraimae fue descrita por primera vez por el ornitólogo británico Charles Chubb en 1919, como subespecie, bajo el nombre científico Pipromorpha oleaginea roraimae; la localidad tipo es: «Monte Roraima, Guyana».

### Etimología
El nombre genérico masculino «Mionectes» deriva del griego «meionektēs»: pequeño, que sufrió pérdidas; y el nombre de la especie «roraimae», se refiere a la localidad tipo, el Monte Roraima.

### Taxonomía
El taxón M. roraimae estuvo tradicionalmente incluido en Mionectes macconnelli, pero debería ser tratado como especie plena separada según Hilty & Ascanio (2014), con base en notables diferencias de vocalización.  El Comité de Clasificación de Sudamérica (SACC) aprobó la separación en la Propuesta N° 844, separación que fue adoptada por la mayoría de las clasificaciones.

### Subespecies
Aves del Mundo (HBW) y el Congreso Ornitológico Internacional (IOC) consideran que las características de la población del Cerro de la Neblina (sur de Venezuela) descrita como la subespecie Mionectes roraimae mercedesfosterae Dickerman & Phelps Jr, 1987, caen dentro del rango de variaciones de la nominal, y, por lo tanto, la consideran monotípica.